# Galina Nikolajewna Aidarowa

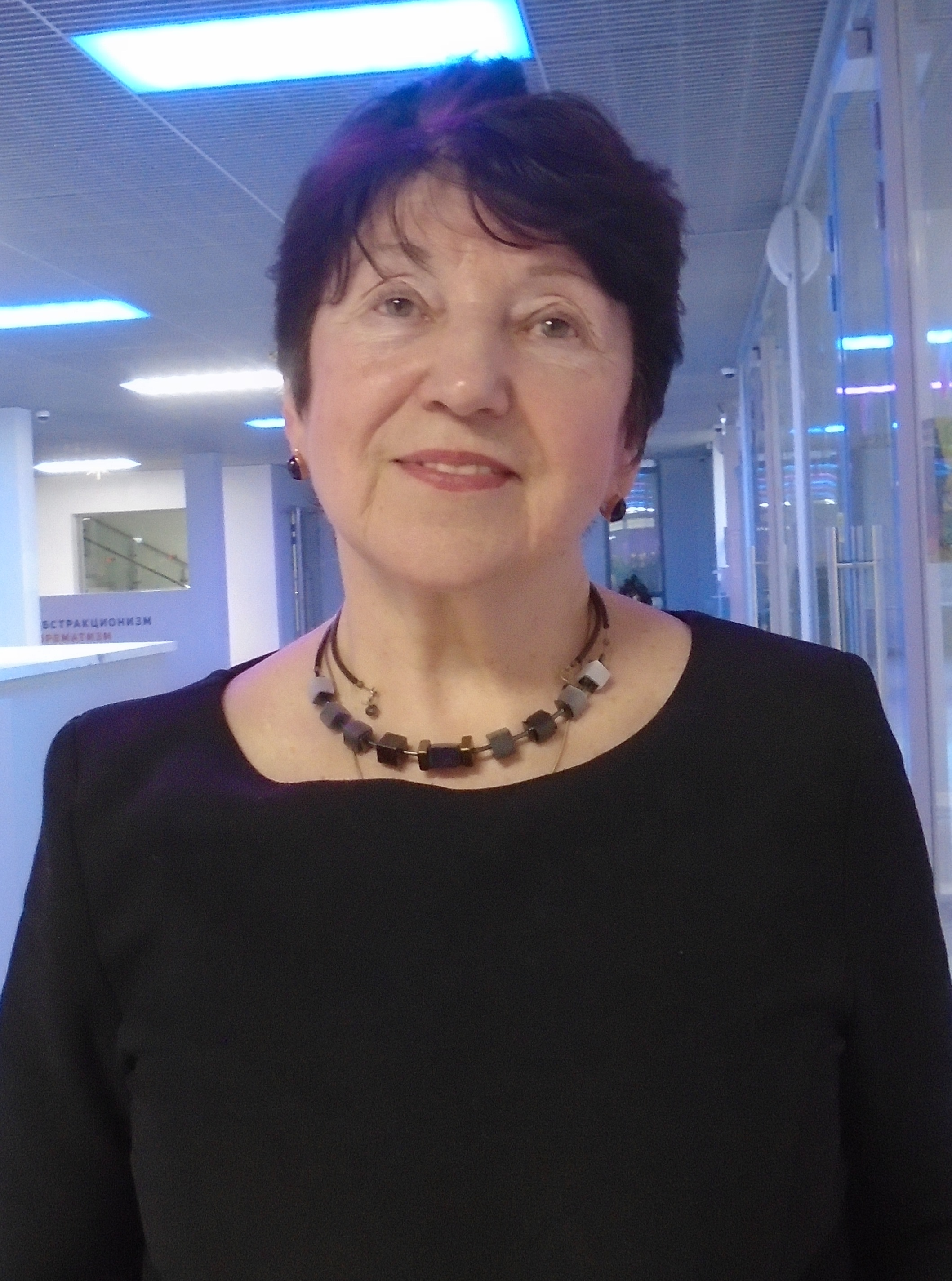
Galina Aidarowa (2023)

Galina Nikolajewna Aidarowa (russisch Галина Николаевна Айдарова, wiss. Transliteration Galina Nikolaevna Ajdarova; * 19. Juli 1947 in Bilär, Tatarstan) ist eine tatarische Architektin und Architekturhistorikerin. Sie erlangte 1997 den Doktor der Architektur und wurde 2009 Ehrenwissenschaftlerin der Republik Tatarstan.

## Biographie
Galina Aidarowa wurde am 19. Juli 1947 im Dorf Bilär geboren. Ihr Mädchenname war Wolkowa.
Im Jahr 1972 machte Aidarowa ihren Abschluss an der Fakultät für Architektur des Kasaner Instituts für Bauwesen. Nach ihrem Abschluss wurde sie als Architektin beim Institut „Tatgraschdanprojekt“ angestellt, wo sie mehrere Gebäude entwarf, darunter eine Mittelschule in Lenino-Kokuschkino (1976) und ein Ausbildungszentrum des Innenministeriums Tatarstans in Kasan (1983). Ab 1976 unterrichtete sie an der Staatlichen Universität für Architektur und Bauwesen in Kasan, zunächst an der Abteilung für Architektonisches Design, dann an der Abteilung für Stadtplanung. 1983 wurde sie als Mitglied in den Architektenverband der UdSSR aufgenommen.
Die Graduiertenschule am Moskauer Architektur-Institut schloss Aidarowa im Jahre 1985 ab und verteidigte dort 1986 unter der wissenschaftlichen Leitung von Professor E. A. Goldsamt ihre Dissertation zum Thema Die Interaktion der nationalen Kulturen in der Architektur von Kasan 1840–1910 zur Erlangung des akademischen Grades Kandidatin der Architektur. Sie erhielt 1991 den akademischen Rang einer Assistenzprofessorin. Im Jahre 1997 verteidigte sie ihre Dissertation zum Thema Die Interaktion der Kulturen in der architektonischen und städtebaulichen Entwicklung der mittleren Wolgaregion von Mitte XVI. bis Anfang XX. Jahrhundert unter der wissenschaftlichen Leitung von Professor W. L. Hait und erhielt den Doktortitel in Architektur. Im Jahr 1999 wurde sie zur Professorin ernannt.
Von 2000 bis 2005 war Aidarowa Dekanin der Fakultät für Architektur am Institut für Architektur und Design der Staatlichen Universität für Architektur und Bauwesen in Kasan. Im Jahr 2004 wurde sie Leiterin des Fachbereichs Theorie und Geschichte der Architektur. Dieser wurde 2015 zusammen mit dem Fachbereich Architekturgestaltung in den Fachbereich Theorie und Praxis der Architektur überführt. Dessen Leitung hatte sie bis 2021 inne. Heute ist sie Beraterin der Russischen Akademie für Architektur und Bauwesen und Mitglied der Union der Architekten Russlands. Sie hat fünf Doktoranden ausgebildet.

## Wirken
Galina Aidarowas Spezialgebiete sind die Geschichte und Theorie der Architektur, Fragen zur Interaktion der Kulturen in der Stadtentwicklung der Mittleren Wolga-Region, die Methodik für das Studium der lokalen architektonischen Kultur und die national-regionalen Besonderheiten der Entwicklung von Kasan. Sie ist Autorin von über hundert Werken, darunter wissenschaftliche und methodische Artikel, Monografien und Lehrbücher. Sie arbeitete an der Tatarischen Enzyklopädie mit und verfasste Artikel über Architekturstudien. Sie ist auch Mitautorin der Bücher ihres Ehemannes, dem Architekten und Kunstschaffenden Rawil Aidarow (* 1950), über die Holzarchitektur der kleinen Städte und Dörfer in Tatarstan. Sie ist eine aktive Rednerin in der Presse zu Fragen des architektonischen Erbes Tatarstans, der tatarischen Architektur, des Kasaner Kremls und der Moscheen in Kasan. Sie äußert sich auch zur modernen Architektur in Kasan und befürwortet insbesondere den Bau einer neuen Kathedralenmoschee auf dem Gelände des Kyrlaj-Parks.

## Auszeichnungen
- 2008: Ehrennadel „Ehrenamtliche Mitarbeiterin der höheren Berufsbildung der Russischen Föderation“[2]
- 2009: Ehrentitel „Ehrenwissenschaftlerin der Republik Tatarstan“
- 2010: Ehrenurkunde der Stadt Kasan „für langjährige Fleißarbeit und besonderen Beitrag zur Ausbildung hochqualifizierter Fachleute im Bereich Architektur und Bauwesen“
- 2015: Ausgezeichnete Professorin an der Staatlichen Universität für Architektur und Bauwesen Kasan[3]

## Werke(in russischer Sprache)
- Взаимодействие национальных культур в архитектуре Казани 1840–1910 годов. Moskau 1986. 192 S. Dissertation zur Erlangung des akademischen Grades Kandidatin der Architektur.
- Архитектурная среда исторического города как объект учебного проектирования. Kasan 1990. 62 S. ISBN 5-230-05511-1.
- Взаимодействие культур в архитектурно-градостроительном развитии среднего Поволжья середины XVI–начале XX веков. Moskau 1997. 299 S. Dissertation zur Erlangung des Doktortitels in Architektur.
- Архитектурная культура среднего Поволжья XVI–XIX веков. Kasan 1997. 195 S. ISBN 5-7829-0021-0.
- Татарские слободы Казани: архитектурно-градостроительное развитие и методологические аспекты реконструкции. Kasan 1999. 92 S. ISBN 5-7829-0056-3.
- Архитектурно-градостроительное развитие Казани X–XVI веков: эволюция, традиции, влияния. Kasan 2012. 149 S. ISBN 978-5-7829-0339-8.
- Равиль Сайярович Айдаров: творческий портрет. In: Вестник архитектуры и урбанистики. Band 1, Nummer 3, Kasan 2012. ISSN 2220-9042. S. 102–106.
- mit I. Krasnobajew: Национально-региональные основы архитектуры Татарстана в трудах С. С. Айдарова. Kasan 2014. 309 S. ISBN 978-5-7829-0465-4.
- mit R. Aidarow: Деревянная архитектура малых городов и сёл Татарстана в акварелях и графике. Рыбно-Слободский и Сабинский районы. Saman, Kasan 2022. 223 S. ISBN 978-5-4428-0191-0.
- mit R. Aidarow: Деревянная архитектура малых городов и сёл Татарстана в акварелях и графике. Актанышский и Муслюмовский районы. Saman, Kasan 2022. 223 S. ISBN 978-5-4428-0190-3.